# Hawaii samurai
Hawaii Samurai est un groupe français de surf rock formé en 2001 originaire de Besançon.

## Discographie
- Let there be surf (2003)
- The shape of surf to come (2005)
- The Octopus incident